# John G. A. O'Neil
John G. A. O'Neil (12 de enero de 1937 – 10 de diciembre de 1992) fue un político estadounidense de Nueva York.

## Vida
Nació el 12 de enero de 2937 en Saranac Lake, Nueva York. Asistió al Saranac Lake High School, y al Wadhams Hall Prep Seminary en Oswegatchie. Se graduó en la Universidad de San Buenaventura. Fue un profesor  en SUNY Universidad de Tecnología en Canton, y otras universidades en el norte de Nueva York. En 1966,  se casó con Chloe Ann Tehon, y  tuvieron dos hijos. Vivieron en Parishville.
Entró en la política como Republicano, y fue miembro de la Asamblea Estatal de Nueva York (112.º D.) de 1981 hasta su muerte en 1992, durante las Legislaturas del Estado de Nueva York 184.º, 185.º, 186.º, 187.º, 188.º y 189.º. En noviembre de 1992, fue reelegido, pero falleció antes de comenzase la siguiente Legislatura. 
Falleció el 10 de diciembre de 1992, en un accidente de coche después de que su coche chocase de frente con otro vehículo en una carretera del Condado de St. Lawrence. Su cuerpo fue tomado del lugar del accidente y llevado al Hospital Clifton-Fine en Star Lake, pero allí fue declarado muerto a su llegada.
El 16 de febrero de 1993, su viuda Chloe Ann O'Neil fue elegida para la Asamblea, para llenar la vacante causada por su muerte.